# Sort er en farve - en film om maleren Mogens Andersen
|  | Denne artikel er oprettet af botten Steenthbot ud fra en ekstern database. Den kan derfor have sproglige fejl eller mangler. Denne skabelon kan fjernes efter kontrol af indholdet. |

Sort er en farve - en film om maleren Mogens Andersen er en dansk dokumentarfilm fra 1985 instrueret af Søren Melson, Frank Poulsen og Henning Kristiansen.

## Handling
En film om den danske maler Mogens Andersen (1916-2003) - en af pionerene inden for det abstrakte maleri.